# Saint-Jean-de-Chevelu
Saint-Jean-de-Chevelu település Franciaországban, Savoie megyében. Lakosainak száma 837 fő (2022. január 1.). Saint-Jean-de-Chevelu Billième, Bourdeau, La Chapelle-du-Mont-du-Chat, Saint-Paul-sur-Yenne és Yenne községekkel határos.

## Népesség
A település népessége az elmúlt években az alábbi módon változott:
| Lakosok száma | 796  | 804  | 822  | 813  | 817  | 823  | 834  | 841  | 837  |
|               | 2013 | 2015 | 2016 | 2017 | 2018 | 2019 | 2020 | 2021 | 2022 |